# Virginia Justo
Virginia Justo, Villaguay, (Provincia de Entre Ríos), 5 de agosto de 1963, es una ajedrecista argentina.

## Trayectoria
Virginia Justo recibió de su padre los fundamentos del juego siendo una niña. A los diez años de edad resultó subcampeona nacional en la categoría niñas infantiles en el campeonato realizado en febrero de 1974.
Desde sus comienzos hasta su retiro en 2006 compitió en 51 torneos. Sus últimas competencias fueron los juegos en España   (Mallorca, 2004) y Argentina (Villa Martelli, 2006).

## Logros
Virginia Justo ganó cuatro veces el Campeonato argentino de ajedrez femenino: 1978, 1982, 1983 y 1984.
Obtuvo la Medalla de Plata individual en el 1° tablero en las Olimpíadas de ajedrez femenina de Salónica, Grecia en 1984.
Integró los equipos de Argentina en las Olimpíadas de ajedrez de Buenos Aires (1978), La Valetta, Malta (1980), Salónica, Grecia (1982) y en Calviá, España (2004).  
 En 1982 participó en el Zonal Sudamericano, eliminatorio del Campeonato Mundial Femenino de Ajedrez, donde compartió el 1°/4° lugar, quedando segunda en el torneo de desempate.

## Distinciones
La Federación Internacional de Ajedrez (FIDE) le otorgó el título de Maestra internacional femenina (WIM) en 1982.